# Dactylodenia fuchsii
Dactylodenia fuchsii är en orkidéart som först beskrevs av Gottfried Keller och Károly Rezsö Soó von Bere, och fick sitt nu gällande namn av Eduard Peitz. Dactylodenia fuchsii ingår i släktet Dactylodenia, och familjen orkidéer. Inga underarter finns listade i Catalogue of Life.